# De Rietvink (bedrijf)
Stoomtimmerfabriek 'De Rietvink' was een kenmerkende stoomhoutzagerij en timmerfabriek aan het Eindhovensch Kanaal.
Deze fabriek werd in 1874 opgericht door P. Smits en C. van Poppel aan de Tongelresestraat te Stratum. Ze maakten gebruik van een zaag- en korenmolen, waartoe een zaagmolen uit Zwijndrecht werd ingezet. Dit was een achtkante stellingmolen op een zaagschuur. Deze molen dateerde van 1670 en heette De Rietvink.
In 1881 werd de molen gekocht door T.A. Van Dijck-Stumpers, die uit een geslacht van kleermakers stamde. Nu werd de windmolen verplaatst naar het Eindhovensch Kanaal, wat het houttransport vergemakkelijkte. Ook was er een stoommachine die de schaafmachine aandreef. In 1892 werd een tweede stoommachine geplaatst. Dit betekende het einde van de windmolen, die in 1893 van bovenbouw en drijfwerk werd ontdaan. Onderdelen van de molen zijn misschien gebruikt in de windmolen Luctor et Emergo te Rijkevoort. De zaagschuur bleef staan tot 1904.
In 1938 woedde een felle brand in de fabriek, waarbij deze goeddeels verwoest werd. Vermoedelijk leefde het bedrijf daarna voort als houthandel om in 1956 opgeheven te worden.